# Atarba hemimelas
Atarba hemimelas är en tvåvingeart som beskrevs av Alexander 1960. Atarba hemimelas ingår i släktet Atarba och familjen småharkrankar.
Artens utbredningsområde är Madagaskar. Inga underarter finns listade i Catalogue of Life.